# Бельдунчана (река)
Бельдунча́на (эвенк. «ломающаяся») — река в Красноярском крае, Россия. Длина реки 195 км, площадь бассейна 4400 км², является крупнейшим по площади бассейна и длине притоком Курейки.
Исток реки находится в центральной части плато Путорана. Выше озера Верхняя Бельдунчана носит название Догалдын (эвенк. «приток»). Протекает через озёра Верхняя Бельдунчана и Бельдунчана, впадает в Курейку справа в 646 км от устья.
Основные притоки (км от устья):
- 22 км: Ямныуль (лв)
- 29 км: Икон (пр)
- 43 км: Кукухир (лв)
- 61 км: Тес (пр)
- 61 км: Тыгдилан (лв)
- 65 км: Холокит (лв)
- 151 км: Хорон (пр)
- 158 км: Дыльма (пр)

Питание реки снеговое и дождевое. Для реки характерно весенне-летнее половодье, летом имеют место паводки дождевые паводки. Замерзает Бельдунчана в сентябре — начале октября. Ледостав продолжается до июня.
Река используется для сплавов (IV категория сложности) и рыболовства. Одной из достопримечательностей реки является Бельдунчанский водопад в 7 км от устья реки. Ширина водопада 40 м, высота падения воды 25 м. Постоянное население на берегах реки отсутствует.